# Simson Exumé
Simson Exumé (20 ottobre 1989) è un calciatore haitiano, difensore del Mirebalais.

## Carriera

### Club
Nel 2008 ha firmato un contratto con il Mirebalais.

### Nazionale
Ha debuttato in Nazionale il 27 giugno 2009, nell'amichevole Haiti-Siria (1-2), in cui ha sostituito Mackorel Sampeur al minuto 84. Ha partecipato, con la maglia della Nazionale, alla Gold Cup 2009. Ha collezionato in totale, con la maglia della Nazionale di calcio di Haiti una presenza.

## Statistiche

### Cronologia presenze e reti in Nazionale
| Cronologia completa delle presenze e delle reti in nazionale ― Haiti | Cronologia completa delle presenze e delle reti in nazionale ― Haiti | Cronologia completa delle presenze e delle reti in nazionale ― Haiti | Cronologia completa delle presenze e delle reti in nazionale ― Haiti | Cronologia completa delle presenze e delle reti in nazionale ― Haiti | Cronologia completa delle presenze e delle reti in nazionale ― Haiti | Cronologia completa delle presenze e delle reti in nazionale ― Haiti | Cronologia completa delle presenze e delle reti in nazionale ― Haiti |
| Data                                                                 | Città                                                                | In casa                                                              | Risultato                                                            | Ospiti                                                               | Competizione                                                         | Reti                                                                 | Note                                                                 |
| -------------------------------------------------------------------- | -------------------------------------------------------------------- | -------------------------------------------------------------------- | -------------------------------------------------------------------- | -------------------------------------------------------------------- | -------------------------------------------------------------------- | -------------------------------------------------------------------- | -------------------------------------------------------------------- |
| 27-6-2009                                                            | Montréal                                                             | Haiti                                                                | 1 – 2                                                                | Siria                                                                | Amichevole                                                           | -                                                                    | 84’                                                                  |
| Totale                                                               |                                                                      | Presenze                                                             | 1                                                                    |                                                                      | Reti                                                                 | 0                                                                    |                                                                      |